# Gouvernement Houphouët-Boigny XV
Houphouët-Boigny XIV Ouattara
Le gouvernement Houphouët-Boigny XV est le gouvernement de Côte d'Ivoire nommé le 16 octobre 1989, sous la présidence de Félix Houphouët-Boigny.

## Composition
- Ministres d’Etat : Auguste Denise
- Ministres d’Etat : Mathieu Ekra
- Ministres d’Etat : Emile Kéï Boguinard
- Ministres d’Etat : Paul Gui Dibo
- Ministre délégué à la présidence : Paul Gui Dibo
- Ministre délégué à la présidence : Alain Gauze
- Ministre de la Défense : Jean Konan Banny
- Ministre des Affaires étrangères : Siméon Aké
- Ministre de l'Intérieur : Léon Konan Koffi
- Ministre de l'Economie et des Finances : Moïse Koumoué Koffi
- Ministre de l'Agriculture, eaux et Forêts : Vincent Pierre Lokrou
- Ministre de l'Enseignement technique et de la Formation professionnelle : Ange François Barry-Battesti
- Ministre de l'Education nationale chargé de l’Enseignement secondaire et supérieur : Balla Kéita
- Ministre de l'Enseignement primaire : Odette Kouamé
- Ministre de la Recherche scientifique et Culture professionnelle : Alassane Salif N’Diaye
- Ministre des Travaux publics, Transports, Construction et Urbanisme : Bamba Vamoussa
- Garde des Sceaux, ministre de la Justice : Noël Némin
- Ministre du Travail : Albert Vanié Bi Tra
- Ministre de la Sécurité intérieure et Lutte contre la drogue : Ioussouf Koné
- Ministre de la Santé publique et la Population : Alain Ekra
- Ministre de la Fonction publique : Jean-Jacques Béchio
- Ministre de la Promotion de la Femme : Hortense Aka Anghui
- Ministre du Commerce : Nicolas Kouandi Angba
- Ministre du Tourisme : Jean-Claude Delafosse
- Ministre de la Jeunesse, Sports et Affaires sociales : Yaya Ouattara
- Ministre de l'Industrie et Plan : Oumar Diarra
- Ministre des Mines : Yed Esaï Angora
- Ministre des Postes et Télécommunication : Vincent Tioko Djédjé
- Ministre de la Production animale : Christophe Gboho
- Ministre de la Communication : Auguste Miremont